# Iveland
Iveland – norweska wioska i gmina leżąca w regionie Agder.
Iveland jest 294. norweską gminą pod względem powierzchni.

## Demografia
Według danych z roku 2005 gminę zamieszkuje 1154 osób. Gęstość zaludnienia wynosi 4,42 os./km². Pod względem zaludnienia Iveland zajmuje 395. miejsce wśród norweskich gmin.
| ludność stan na 1 stycznia 2005 |         |           |       |
|                                 | kobiety | mężczyźni | razem |
| osób                            | 587     | 567       | 1154  |
| %                               | 50,87%  | 49,13%    | 100%  |

| wykształcenie stan na 1 października 2004 |        |         |        |        |
|                                           | podst. | średnie | wyższe | niezn. |
| osób                                      | 185    | 593     | 94     | 17     |
| %                                         | 20,81% | 66,7%   | 10,57% | 1,91%  |

## Edukacja
Według danych z 1 października 2004:
- liczba szkół podstawowych (norw. grunnskolar): 2
- liczba uczniów szkół podst.: 212

## Władze gminy
Według danych na rok 2011 administratorem gminy (norw. rådmann) jest Sten Albert Reisænen, natomiast burmistrzem (norw. ordfører, d. borgermester) jest Ole Magne Omdal.